# Ca l'Argemí (Breda)
Ca l'Argemí és una obra gòtica de Breda (Selva) inclosa a l'Inventari del Patrimoni Arquitectònic de Catalunya.

## Descripció
Casa entre mitgeres, situada al nucli urbà.
Habitatge que consta de planta baixa i pis, i que conserva els elements originaris més interessants. Façana arrebossada i pintada de color rosa. A la planta baixa, porta amb llinda de pedra amb un escut esculpit que té a dintre la silueta d'una sabata (simbolitzant l'ofici de sabater) i una data: 1558. Al pis, a sobre de la porta hi ha una finestra gòtica amb arc conopial.

## Història
L'any 1595 el carrer Nou tenia unes 13 cases, però no constava com a carrer Nou, sinó que Mn. Pere Cervià l'anomenava carrer Major i incloïa el dels Còdols i St. Pere, El primer document en el que apareix amb l'actual nom és de l'any1608 i diu: “in vico dicto Lo Carre Nou”. Hi ha un plànol del 29 de juny de 1836: “Croquis del Pueblo y defensas de San Salvador de Breda” on hi apareix el carrer nou, i és el plànol més antic que conserva Breda.